# مهماندار هواپیما (فیلم ۱۹۳۳)
مهماندار هواپیما (انگلیسی: Air Hostess) فیلمی در ژانر درام است که در سال ۱۹۳۳ منتشر شد. از بازیگران آن می‌توان به جیمز مورای اشاره کرد.